# 天主教米兰总教区
天主教米蘭總教區（拉丁語：Archidioecesis Mediolanensis）是天主教在意大利北部倫巴第大區設立的一個總教區。
米蘭教區於1世紀成立，4世紀升级為總教區。

## 現況
2007年，總教區在當地5,232,972人口中有教友4,930,972人，佔轄區總人口94.2%。總教區內有1,107個堂區、3,112名司鐸、100名執事、1,168名修士和6,955名修女。現任總主教為瑪略·亨利·德爾皮尼，輔理主教為方濟各·瑪利亞·若瑟·阿涅西、保祿·馬爾蒂內利、若望·路加·拉伊蒙迪和若瑟·納塔萊·韋傑齊，榮休總主教為安傑洛·斯科拉樞機，榮休輔理主教為安傑洛·馬斯凱羅尼、瑪爾谷·費拉里、類斯·斯圖基和赫默·德-斯卡爾齊。

## 附屬教區
總教區附屬教區有貝加莫教區、布雷西亞教區、科莫教區、克雷馬教區、克雷莫納教區、洛迪教區、曼托瓦教區、帕維亞教區及維傑瓦諾教區。